# 通州燃灯塔
39°54′52″N 116°39′36″E / 39.91453°N 116.659864°E
燃灯塔（舊稱文殊塔），位于北京市通州区西海子公园内、古运河西岸，是一座佛塔。该塔附近有佑胜教寺。
1982年，列入北京市文物保护单位。2019年，公布第八批全国重点文物保护单位时，以通州燃灯塔之名，并入大运河项目。

## 歷史
燃灯塔，全称“燃灯佛舍利塔”，因为塔前供奉燃灯佛像而得名，如今位于通州区西海子公园内，通州当地人称之为“通州塔”，是大运河北端终点的标志建筑。
关于燃灯塔的建造年代，古民谣称：“先有通州塔，后有通州城。”《北京志-建筑志》记载，燃灯塔是辽代建筑，具体建筑年代无定考，历代都有修缮。《通县志》则称此塔为北周创建，唐朝贞观七年（663年）修，辽朝重熙年间重建，元明清屡有重修。后人多认为此塔建于北周，但是此塔旁边的一块石碑明确记载着，北周所建的并非舍利塔，而是镇水土塔，辽朝在其旧基重建砖塔，放置燃灯佛舍利子，以颂扬国威神治，并且镇水保佑漕运。
清朝康熙十八年（1679），燃灯塔因强烈地震而倒塌，有人曾见残垣断壁间散落数百颗舍利子，如小米大小，颜色为淡黄微红，晶莹剔透好像珍珠，后来这些舍利子被捡起存放在佑胜教寺，该塔重建时又被放入塔的天宫内（参见康熙《通州志》），现已轶散。
过去漕运兴盛的时期，船经过沙古堆村时，有“三望通州塔”的说法，船行大运河中，在数十里外便能看见燃灯塔，看见燃灯塔就知道距离通州不远了。可见，当时此塔犹如一座灯塔，起到了指引航向的功能。
燃灯塔经过很多次修葺，其中大规模的整修有两次：一是清朝康熙十八年（1679年）通州发生强震，燃灯塔塔身全部倒塌，康熙三十五年（1696年）重建；一是1976年唐山大地震波及通州，塔身虽然未倾倒，但是出现了多道纵向裂缝，1985年人民政府对此进行了修缮。1982年，燃灯塔被公布为北京市文物保护单位。
燃灯塔是八角形十三层砖木结构密檐式实心塔，基围38米，高56米，由须弥座、塔身、塔刹组成，塔身八面都有精美的砖雕。塔上铜铃共有2248枚，每个铜铃外表都镌刻着“善男信女”的姓名，有的还附写有小诗、祝语及年号。该塔造型优美。中华民国时期，燕京大学校园（如今北京大学校园）内的博雅塔就是以燃灯塔的造型为基础设计和建造的。
该塔是“通州八景”之一的“古塔凌云”。明朝诗人王宣有诗云：“冰虬峭立依云霄，云际层峦势比高。一柱界空分晓色，八窗飞雨响秋涛。”清朝诗人王维珍乘船至通州时有感而发，作诗云：“云光水色潞河秋，满径槐花感旧游。无恙蒲帆新雨后，一枝塔影认通州。”
为了重现“一支塔影认通州”的古城胜景，实现120米内赏塔，500米内观塔，1000米内见塔，控制住5条主要视廊的目标，在北京城市副中心04组团片区责任规划师桂鹏（上海同济城市规划设计研究院有限公司规划师）以及责师团队科学论证和建议下，2020年拆除了北京国际财富中心3栋阻挡视线的新建建筑。

## 圖冊

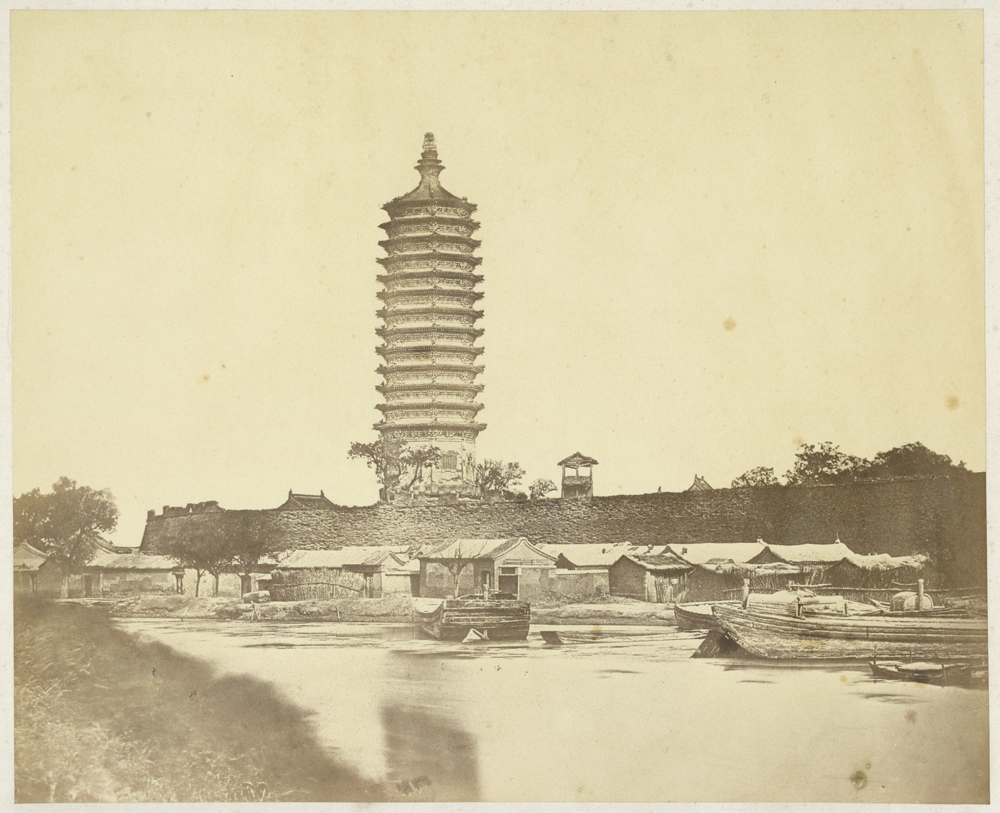
第二次鸦片战争中，随军摄影师费利斯·比特于1860年拍摄的燃灯塔，被认为是在北京市拍摄的第一张照片。
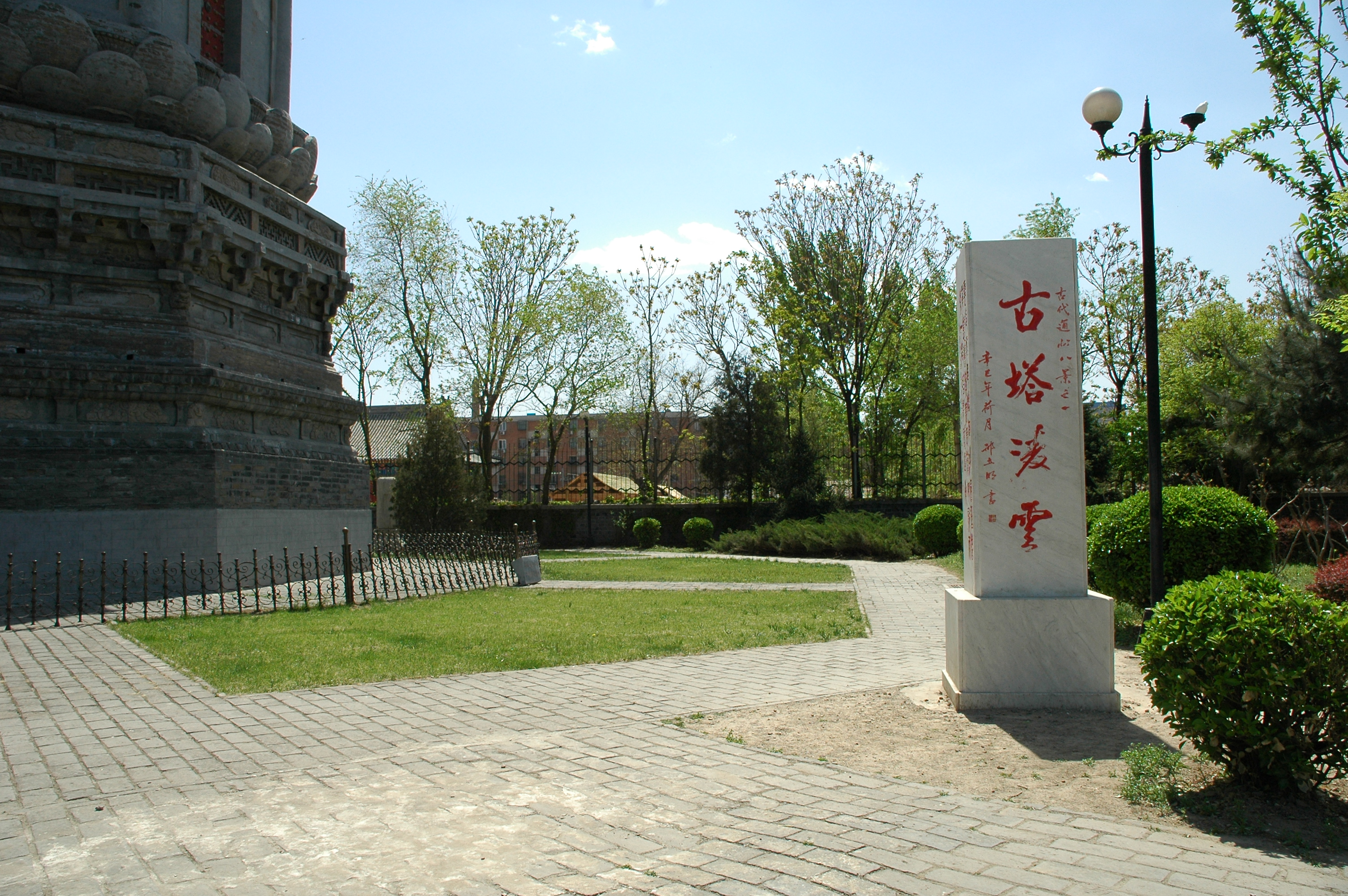
燃灯塔－古塔凌云碑
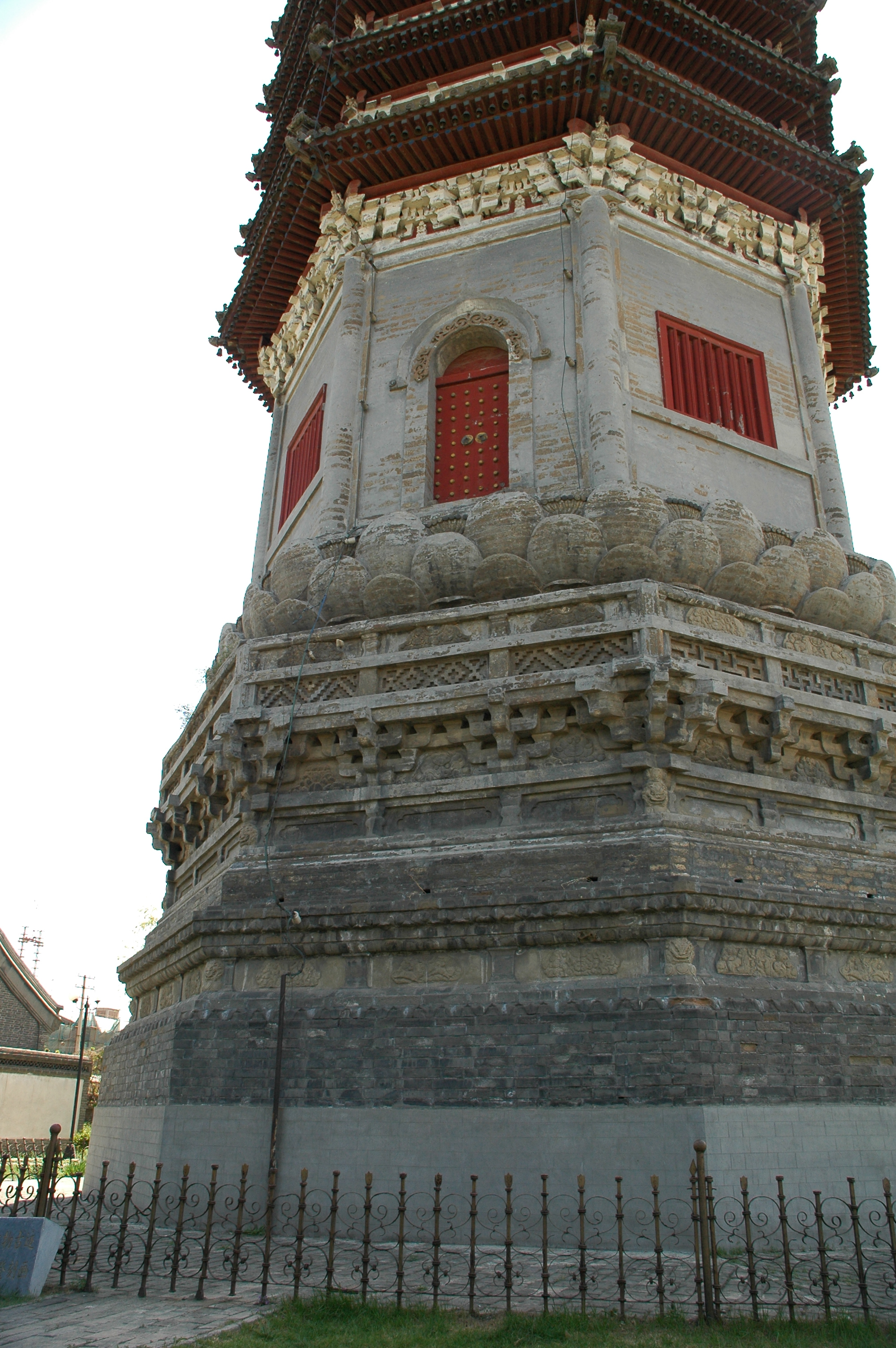
燃灯塔塔基
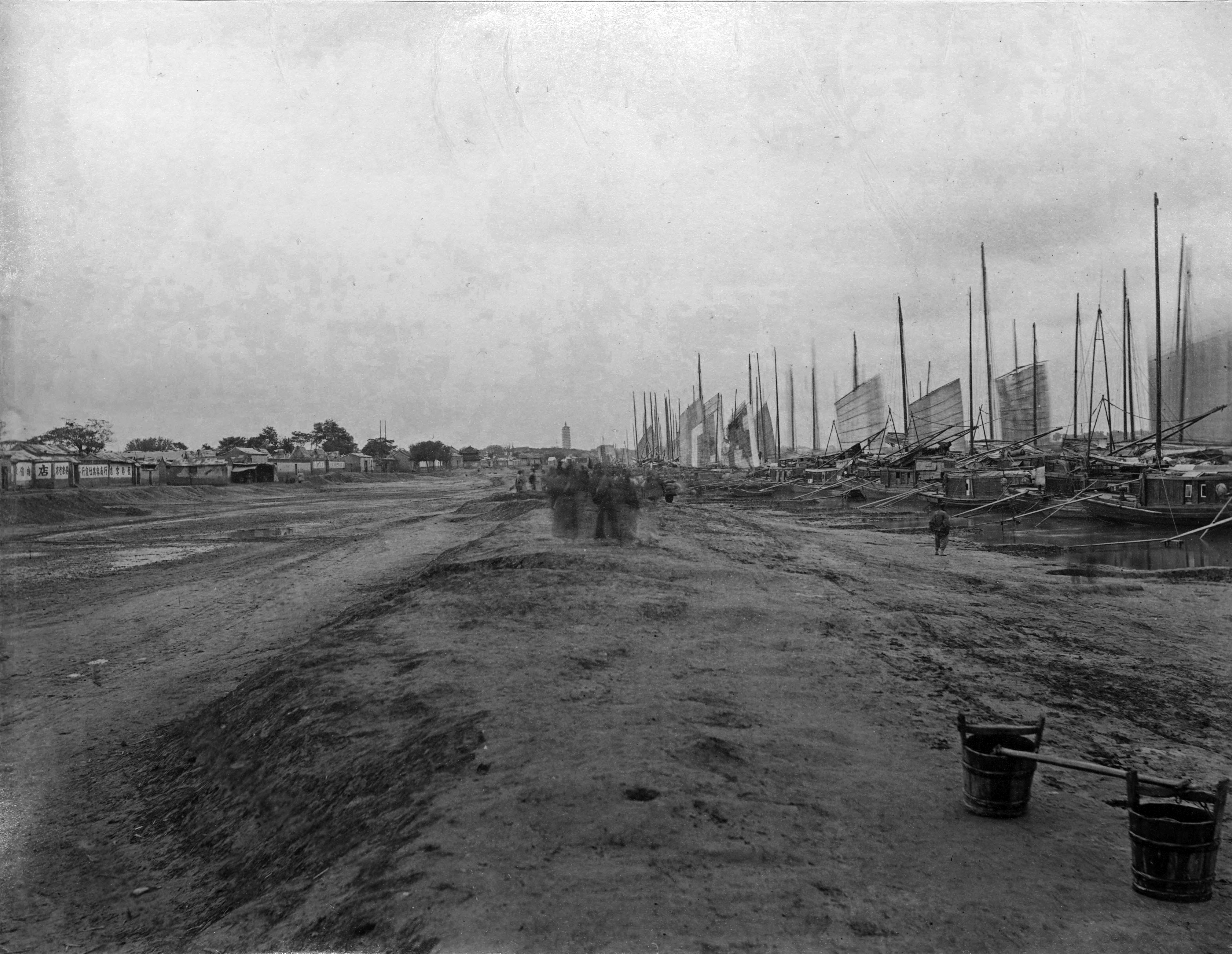
通州是京杭大运河北起点，图中可见运河中的帆船，远处可见燃灯塔。1879年左右拍摄。
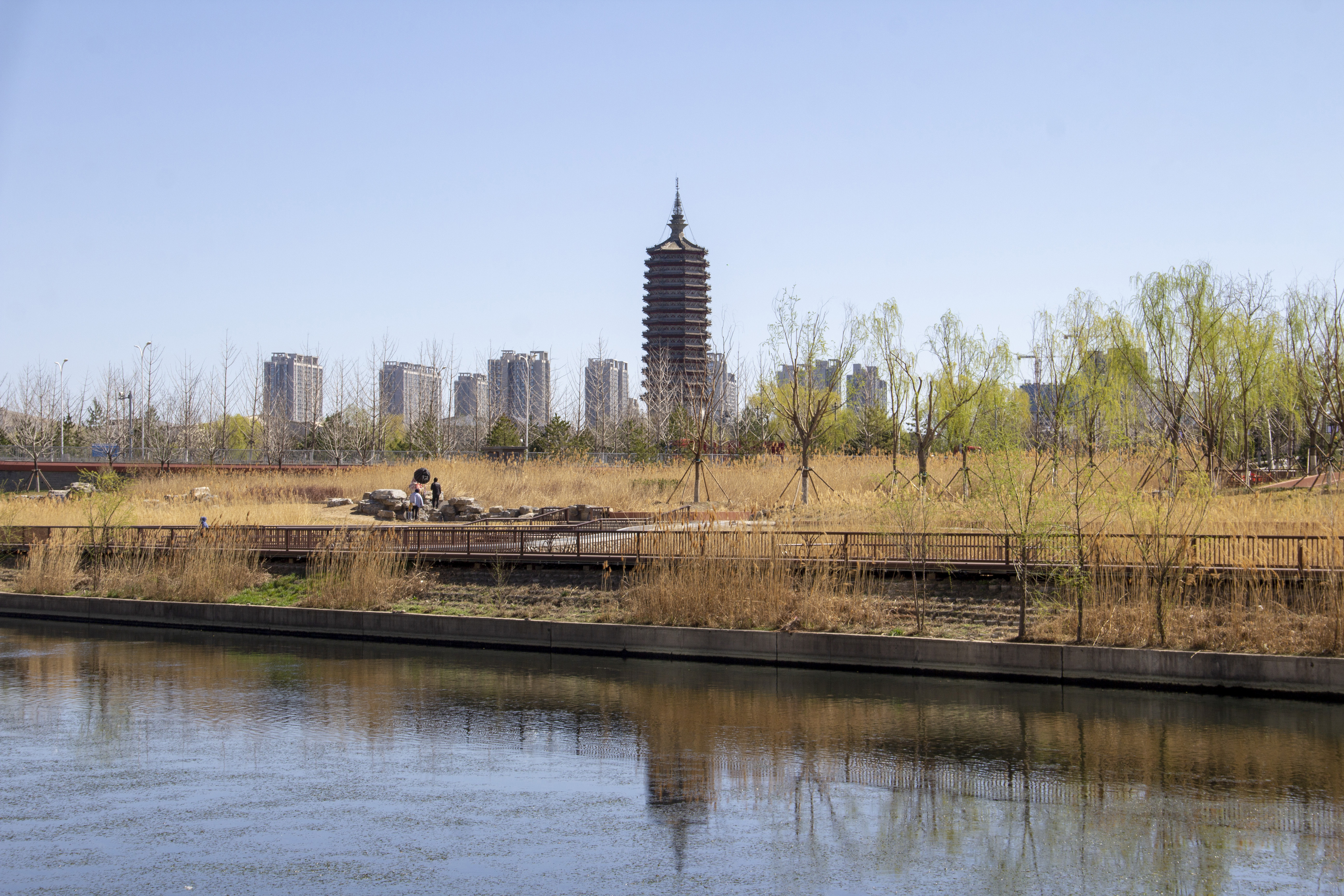
燃灯塔位于京杭大运河与通惠河的交汇之处，图为在通惠河中的倒影。

|  | 通州 新城 北門 南門 新城南門 西門 東門 北極閣 文昌閣 敵樓 舊敵樓 鼓樓 文殊塔 南溪閘 減水閘 通流閘 新城大街 西大街 北大街 东大街 南关大街 南大街 西顺城街 天成巷 帥府街 東關大街 十字街 大、小紅牌樓胡同 新街下坡胡同 新街口 西倉 南倉 中倉 馬家胡同 熊家胡同 四眼井胡同 史家胡同 白將胡同 大条胡同 二条 三条胡同 小燒酒胡同 半截胡同 大燒酒胡同 中倉胡同 倉溝 史家胡同 石板胡同 如意胡同 蔡家胡同 教子胡同 東塔胡同 前剪子巷 后剪子巷 豆腐巷 八里橋 通利橋 哈叭橋 善人橋 臥虎橋 吾党橋 東水關 南水關 東海 西海 葫蘆頭 石壩 土壩 北運河 通州衛 理事廳 倉場署 刑錢府 江蘇局 浙江局 貢院 後營 東營房 西營房胡同 定邊衛 北後街 南街 黃亭 聖教寺 慈航寺 靜安寺 觀昌寺 文廟 武聖廟 大關廟 龍王觀 三官廟 萬壽宫 碧霞宫 射園 北果市 牛市口 魚市 糧食市 江米店 東柵欄口 西柵欄口 玉带河 |
|  | 光緒《通州志》中的“城池圖” |